# Daniel Franger
Daniel Franger (* 23. April 1959 in San Diego) ist ein ehemaliger US-amerikanischer Radrennfahrer.

## Sportliche Laufbahn
1983 nahm er als Mitglied der Nationalmannschaft an der Internationalen Friedensfahrt teil, er schied jedoch vorzeitig aus dem Etappenrennen aus. Von 1984 bis 1988 startete er als Berufsfahrer, immer in US-amerikanischen Radsportteams. Bis zum Ende seiner Laufbahn gewann er einige Straßenrennen und Kriterien in den USA. 1984 bestritt er den Giro d’Italia. Er beendete das Etappenrennen auf dem 84. Platz. Nach seiner Laufbahn übersiedelte er in die Schweiz.